# Mario Nasalli Rocca di Corneliano
Mario Nasalli Rocca di Corneliano (Piacenza, 12 augustus 1903 - Rome, 9 november 1988) was een Italiaans geestelijke en kardinaal van de Katholieke Kerk
Nasalli Rocca di Corneliano stamde uit een oud, Piacenzees adellijk geslacht. Een oom van hem, Giovanni was eveneens kardinaal. Mario studeerde aan het Pauselijke Romeins Seminarie aan het Athenaeum San Apollinare en aan de Pauselijke Ecclesiastische Academie (de diplomatenopleiding van de Heilige Stoel. Hij werd op 8 april 1927 priester gewijd.
Hij begon met pastoraal werk in Rome en werd kanunnik van de Sint-Pieter. De Nederlandse apostolisch vicaris-emeritus van Noorwegen, Mgr. Jan Smit, was een van zijn collega's. Hij werd achtereenvolgens Kamerheer van de Paus en - in 1949 Huisprelaat van Z.H.. Paus Johannes XXIII benoemde hem daags na zijn verkiezing tot Pauselijk Majordomus. Paus Paulus VI benoemde hem opnieuw in zijn functie, die - titulair in 1967 veranderde in prefect van het Apostolisch Paleis. 
Op 11 april 1969 benoemde Paulus hem tot titulair aartsbisschop van Antium. Tijdens het consistorie van 28 april van datzelfde jaar werd hij kardinaal gecreëerd. De San Giovanni Battista Decollato werd zijn titeldiakonie.
Kardinaal Nasalli nam deel aan het eerste conclaaf en het tweede conclaaf van 1978. Hij overleed tien jaar daarna en werd begraven in Piacenza.
- Gemeinsame Normdatei: 1089754574
- International Standard Name Identifier: 0000 0001 1768 4240
- Library of Congress Control Number: n82097565
- Nederlandse Thesaurus van Auteursnamen: 147634261
- Istituto Centrale per il Catalogo Unico: RAVV018233
- Système universitaire de documentation: 152310495
- Virtual International Authority File: 88824167
- WorldCat: E39PBJwdbQvWFWMf8rB43bJ4bd